# Sonja Maria Bluhm
Sonja Maria Bluhm (* 10. Januar 1998 in Hanau) ist eine deutsche Schachspielerin. Im Juni 2019 erhielt sie von der FIDE den Titel Internationale Meisterin der Frauen (WIM).

## Leben
Sonja Bluhm erlernte das Schachspiel mit sechs Jahren. Sie studiert Rechtswissenschaften an der Universität Frankfurt.
Bis zur Schließung der Hamburger Dependance im Frühjahr 2022 war sie als Moderatorin bei Chess24 zu sehen. Inzwischen streamt sie regelmäßig auf der Streamingplattform Twitch unter dem Namen bluhmanda.
Seit Oktober 2024 veröffentlicht sie zusammen mit Katharina Reinecke den "Bluhmecke Schach Podcast :)".

## Schach
Die Normen für ihren WIM-Titel erzielte sie im August 2016 beim 20. Hogeschool-Zeeland-Turnier in Vlissingen mit Übererfüllung sowie in den Saisons 2017/18 und 2018/19 der deutschen Schachbundesliga der Frauen.

### Erfolge bei Jugendturnieren (Auswahl)
- Deutsche Jugend-Einzelmeisterin: 2008 U10w, 2010 U12w, 2014 U16w[6]
- Deutsche Jugend-Einzel-Vizemeisterin: 2009 U12w, 2011/2012 U14w, 2013 U16w, 2015 U18w

### Vereine
- Schachfreunde Neuberg
- SV 1920 Hofheim[7]
- Mayrhofen/SK Zell/Zillertal